# Jérémy Clément
Jérémy Clément (Béziers, 28 augustus 1984) is een Frans voetbalcoach en voormalig voetballer, die bij voorkeur als middenvelder speelde. Hij werd in 2004, 2005 en 2006 landskampioen met Olympique Lyon. Met Paris Saint-Germain won hij in 2008 de Coupe de la Ligue.

## Spelerscarrière
Clément begon zijn profcarrière bij Olympique Lyon, waarmee hij driemaal op rij landskampioen werd. In de periode 2005-2006 speelde Clément zes wedstrijden voor het Franse beloftenelftal. In de zomer van 2006 verhuisde hij naar Rangers FC, waar zijn oud-trainer Paul Le Guen toen aan het roer stond. Een jaar later haalde Paris Saint-Germain hem terug naar Frankrijk. In zijn debuutseizoen won hij met de club de Coupe de la Ligue.
Na vier seizoenen nam Clément afscheid van Paris Saint-Germain, dat in 2011 werd overgenomen door Qatar Sports Investments. Voor zijn volgende club, AS Saint-Étienne, speelde hij zes seizoenen. Op 2 maart 2013 viel Clément tijdens een competitiewedstrijd tegen OGC Nice uit met een zware enkelbreuk na een tackle van Nice-speler Valentin Eysseric. Clément moest meteen afgevoerd worden naar het ziekenhuis en moest vijf maanden revalideren.
Na twee seizoenen in de Ligue 2 bij AS Nancy (2017-2019) sloot Clément zijn spelerscarrière af bij FC Bourgoin-Jallieu in de Championnat National 3. Tezelfdertijd coachte hij er ook de U14-ploeg. In april 2020, een maand nadat het seizoen 2019/20 vroegtijdig werd stopgezet vanwege de coronapandemie, kondigde Clément aan dat hij een punt zette achter zijn spelerscarrière.

## Trainerscarrière
In april 2020 raakte bekend dat Clément vanaf het seizoen 2020/21 co-trainer zou worden van FC Bourgoin-Jallieu, de club waar hij in het seizoen daarvoor al de U14 had gecoacht. Clément nam het trainersroer over samen met Laurent Rugelj, die in het seizoen daarvoor assistent was geweest onder Fabien Tissot.  Het duo coachte slechts zes competitiewedstrijden, want ook het seizoen 2020/21 werd vroegtijdig stopgezet vanwege de coronapandemie. De club stond na zes speeldagen op een gedeelde eerste plaats in zijn poule. In december 2020 ging Clément alleen verder als hoofdtrainer nadat de club afscheid nam van Rugelj. In het seizoen 2021/22 eindigde Bourgoin-Jallieu onder leiding van Clément vijfde op veertien clubs in de groep Auvergne-Rhône-Alpes. Nog voor het einde van het seizoen hadden trainer en club besloten dat het trainersavontuur van Clément op het einde van het seizoen zou aflopen.
In februari 2023 ging Clément aan de slag als hoofdtrainer van Andrézieux-Bouthéon FC, de club waar zijn oud-ploeggenoot vier jaar eerder voorzitter was geworden. De club streed op dat moment om het behoud in de Championnat National 2. Onder leiding van Clément pakte de club 22 op 42 en kon de club de degradatie vermijden. Na afloop van het seizoen nam Clément afscheid van de club.
Toen zijn landgenoot Bruno Irles half februari 2024 werd aangesteld als hoofdtrainer van de Belgische club RWDM, ging hij mee als zijn assistent. Hun opdracht was de eersteklasser te redden van degradatie. Irles sprokkelde in de laatste vijf wedstrijden van de reguliere competitie slechts 1 op 15 en werd na amper ruim maand aan de deur gezet. Clément kreeg van RWDM de kans om aan boord te blijven, maar na enige bedenktijd besloot de Fransman om de club eveneens te verlaten.
In de zomer van 2024 werd Clément de assistent van Jean-Luc Vasseur bij de Franse derdeklasser FC Versailles 78. Toen Vasseur begin oktober ontslagen werd na een tegenvallende seizoensstart, nam Clément op interimbasis over.